# Чжунь (гексаграмма)
Чжунь (кит. 屯; пиньинь: zhūn)
3-я из 64-х гексаграмм «Ицзина». Начальная трудность.
Внизу триграмма Чжэнь (Гром; 震), вверху триграмма Кань (Вода; 坎).

## Перевод гадательных формул и афоризмов
屯，元亨，利貞。勿用有攸往，利建侯。
Начальная трудность, изначальность и доступность, благоприятна стойкость. Не надо никуда выступать. Благоприятно для возведения в ранг Хоу.
初九，磐桓，利居貞，利建侯。
Первая — сплошная, топтаться на месте, благоприятно пребывание в стойкости, благоприятно возводить Хоу.
六二，屯如邅如，乘馬班如，匪寇㛰媾，女子貞不字，十年乃字。
Вторая — прерывистая, трудный и нерешительный, четверка лошадей топчется на месте, разбойник намерен жениться, девушка решительно отказывается, через десять лет не будет отказа.
六三，即鹿无虞，惟入于林中，君子幾不如舍，往吝。
Третья — прерывистая, преследовать оленя без ловчего, только войдешь в лес, для Благородного человека благоприятный момент оставаться дома, продолжение приведет к сожалению.
六四，乘馬班如，求㛰媾，往，吉无不利。
Четвёртая прерывистая, четверка лошадей топчется на месте, добивайся брака, в дальнейшем счастье и ничего неблагоприятного.
九五，屯其膏；小貞吉，大貞凶。
Пятая — сплошная, трудно её милостям, стойкость в малом к счастью, стойкость в большом к несчастью.
上六，乘馬班如，泣血漣如。
Верхняя — прерывистая, четверка лошадей топчется на месте, кровавые слезы словно поток.

## Комментарий
Общий комментарий: Верхняя триграмма отвечает за внешнее свойство триграммы Кань — опасность. Нижняя триграмма отвечает за внутреннее свойство триграммы Чжэнь — подвижность. Исходя из этого можно сделать вывод, что гексаграмма Чжунь описывает ситуацию внутреннего движения в условиях внешней опасности в момент начального роста. Образно говоря, такую ситуацию можно сравнить с только что пробившимся ростком, силы которого хотя и способны взломать асфальт, но бессильны противодействовать множеству окружающих его опасностей. При таком раскладе собственная инициатива может лишь повредить (не надо никуда выступать). Самое лучшее — это найти преданных слуг, а самый эффективный способ заиметь преданных слуг — это возвеличить их. Поэтому и говорится: благоприятно возводить в ранг Хоу. Ранг Хоу — один из титулов знати в древнем Китае.
Первая черта: Первая черта — сплошная, то есть является активной, ян. Но она придавлена тремя пассивными, инь, прерывистыми чертами. Поэтому активность сплошной черты не может развиваться поступательно, а обречена «топтаться на месте». В этой ситуации, как уже было сказано, самое лучшее — искать преданных слуг (благоприятно возводить в ранг Хоу).
Вторая черта: При анализе второй черты необходимо учитывать следующее:
- а) прерывистая черта со свойством инь расположена на четном месте (втором снизу), что считается благоприятным знаком.
- б) следует обратить внимание на соответствие центральных черт в составляющих гексаграмму триграммах. Если они разных типов (ян — инь, инь — ян), это также трактуется как благоприятный знак.

Таким образом, на втором этапе Начальной трудности вроде бы все складывается благополучно: черта инь находится на месте инь, и является противоположной по свойству пятой черте. Четверка лошадей готова сорваться с места, но вместо этого топчется на месте. Дело портит первая черта. Своим знаком ян она создает ненужное влияние на вторую черту инь. Образно говоря: пятая черта — это жених, вторая — невеста, первая — разбойник. Поэтому сказано: разбойник намерен жениться. Для честной девушки нет альтернативы: отдаться сейчас, но разбойнику, или через десять лет, но жениху. Разумеется, возможно только второе решение: через десять лет не будет отказа.
Третья черта: На третьем этапе Начальной трудности ситуация обретает черты кризиса. Притока сил ян нет, третью черту окружают черты инь. Действовать в подобной ситуации значит безуспешно гоняться за дичью без ловчего, досконально знающего местность. В лес войдешь, но оленя не поймаешь. Благородный человек, предвидя пустые хлопоты, предпочитает отсидеться дома, а не продолжать действовать.
Четвертая черта: Переход из внутренней фазы во внешнюю улучшает ситуацию незначительно и опять не позволяет гнать лошадей, ограничивая весь процесс целью, поставленной ещё на втором уровне. Желать что-то большего будет ошибкой (добивайся брака, не будет неблагоприятного).
Пятая черта: Достигнут предел возможного. Хотя результат и скромен, но следует удовлетвориться малым. В малом — стойкость к счастью, в великом — стойкость к несчастью.
Шестая черта: Попытка достигнуть большего на этапе Начальной трудности приведет лишь к непрерывному потоку кровавых слез. Колесница не двинется вперед.
| Кунь (Земля) | Гэнь (Гора) | Кань (Вода) | Сунь (Ветер) | Чжэнь (Гром) | Ли (Огонь) | Дуй (Водоём) | Цянь (Небо) | Верхняя триграммаНижняя триграмма |
| ------------ | ----------- | ----------- | ------------ | ------------ | ---------- | ------------ | ----------- | --------------------------------- |
| 11.Тай       | 26.Да-чу    | 5.Сюй       | 9.Сяо-чу     | 34.Да-чжуань | 14.Да-ю    | 43.Гуай      | 1.Цянь      | Цянь (Небо)                       |
| 19.Линь      | 41.Сунь     | 60.Цзе      | 61.Чжун-фу   | 54.Гуй-мэй   | 38.Куй     | 58.Дуй       | 10.Ли       | Дуй (Водоём)                      |
| 36.Мин-и     | 22.Би       | 63.Цзи-цзи  | 37.Цзя-жэнь  | 55.Фян       | 30.Ли      | 49.Гэ        | 13.Тун-жэнь | Ли (Огонь)                        |
| 24.Фу        | 27.И        | 3.Чжунь     | 42.И         | 51.Чжэнь     | 21.Ши-хо   | 17.Суй       | 25.У-ван    | Чжэнь (Гром)                      |
| 46.Шэн       | 18.Гу       | 48.Цзин     | 57.Сунь      | 32.Хэн       | 50.Дин     | 28.Да-го     | 44.Гоу      | Сунь (Ветер)                      |
| 7.Ши         | 4.Мэн       | 29.Кань     | 59.Хуань     | 40.Цзе       | 64.Вэй-цзи | 47.Кунь      | 6.Сун       | Кань (Вода)                       |
| 15.Цянь      | 52.Гэнь     | 39.Цзянь    | 53.Цзянь     | 62.Сяо-го    | 56.Люй     | 31.Сянь      | 33.Дунь     | Гэнь (Гора)                       |
| 2.Кунь       | 23.Бо       | 8.Би        | 20.Гуань     | 16.Юй        | 35.Цзинь   | 45.Цуй       | 12.Пи       | Кунь (Земля)                      |